# Delila

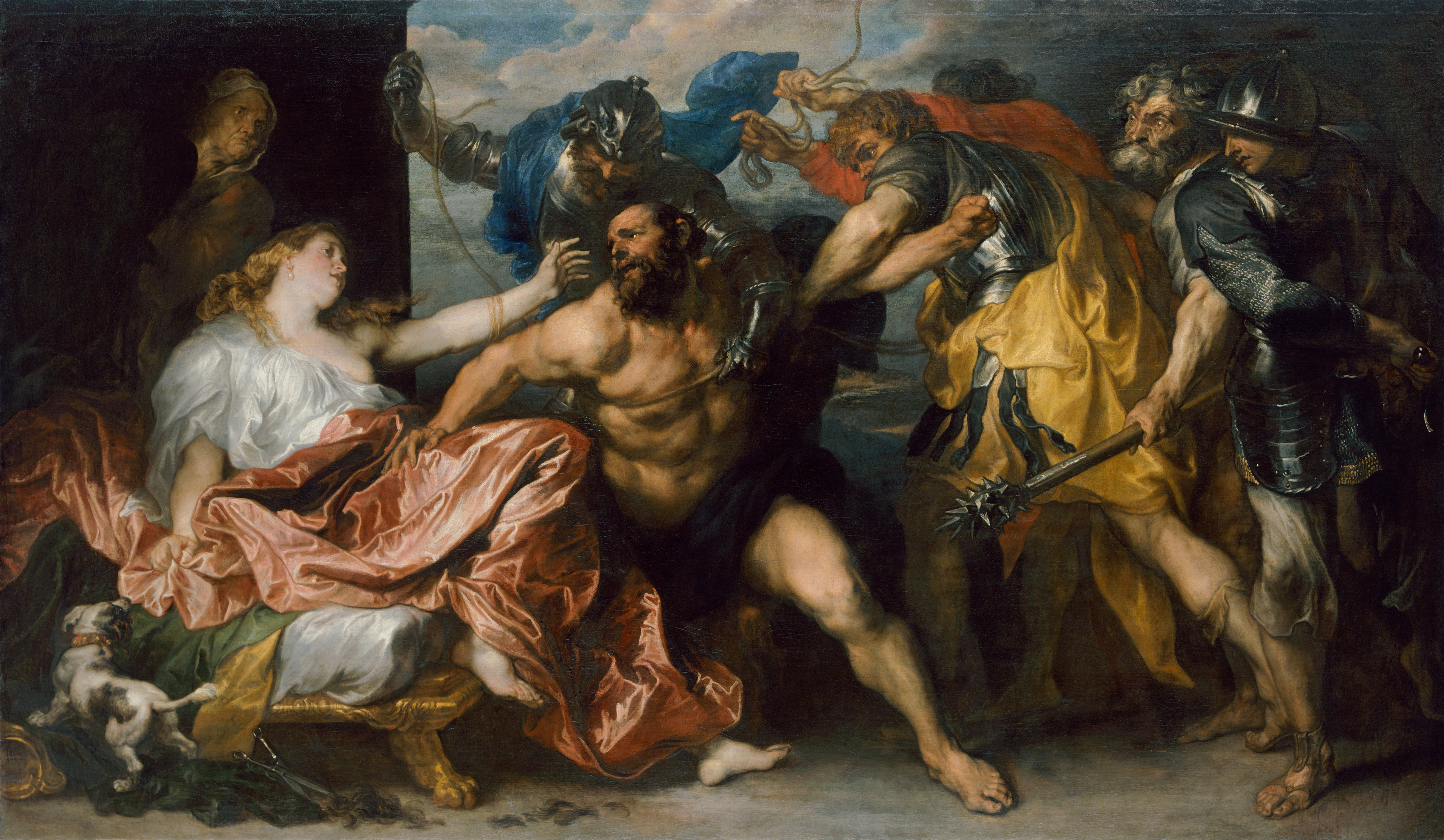
Simson och Delila. Målning av Anthonis van Dyck.

Delila var en filisteisk kvinna som enligt en berättelse i Gamla testamentet avlockade den israelitiske domaren Simson hemligheten att hans styrka berodde på hans långa hår. Hon förrådde honom åt sina landsmän mot betalning och lät skära av flätorna på hans huvud när han sov så att hans styrka försvann.

## Delila i kulturen
Delila har varit ett populärt ämne i den bildande konsten där hon blivit framställd av bland andra Tintoretto (1518–1594), Rubens (1577–1640) och Rembrandt (1606–1669). Även författare och kompositörer har inpirerats av henne, såsom bland andra Camille Saint-Saëns i operan Simson och Delila (1877).

## Källa
- Domarboken, kapitel 16
- Delila i Nordisk familjebok (andra upplagan, 1907)